# Субстрат (биохимия)
Вижте пояснителната страница за други значения на субстрат.
Субстратът (на латински: substerno – „постилам отдолу, подлагам“) като биологичен термин означава изходно вещество. Терминът има две основни значения в биологията:
- субстрат в смисъл на изходно вещество за биологичен синтез на други вещества и продукти – така например желязото е един от субстратите, необходими за синтеза на хемоглобина; в специализираната литература се среща още едно название за това значение на субстрата – прекурсор;
- субстрат в смисъл на изходно вещество, което специфично се метаболизира от определен ензим; важно е да се знае, че всеки ензим има отделен, строго специфичен субстрат – не са открити ензими, които имат повече от един субстрат.